# 矮小歯
矮小歯（わいしょうし、microdont）とは、ヒトの歯の平均的な解剖学的大きさを基準とした際に、それよりも異常に小さい歯のこと。
歯冠が萎縮した形態をしているために、歯の退化現象とも表現される。その形は、もとの歯の形態をそのまま小さくしたようなものから、円錐や栓状といった形に変化してしまっているものもある。過剰歯は矮小歯となる傾向が強い。
好発部位は上顎側切歯や第三大臼歯、過剰歯で、前者は円錐歯、後者は蕾状歯となることが多い。巨大歯とは違い、乳歯にもみられ、上下顎乳側切歯に多く、下顎では乳側切歯と乳犬歯が両方とも栓状の矮小歯となることがやや多く見られる。
原因としては、下垂体性小人症やダウン症候群、また顎骨が大きいために相対的に小さく見える場合などがある。